# ラ・ヴァレット (DD-315)
| 画像をアップロード |                                     |
| 艦歴               |                                     |
| 発注               |                                     |
| 起工               | 1919年4月14日                       |
| 進水               | 1919年7月15日                       |
| 就役               | 1920年12月24日                      |
| 退役               | 1930年4月19日                       |
| その後             | 1931年6月10日にスクラップとして廃棄 |
| 除籍               |                                     |
| 性能諸元           |                                     |
| 排水量             | 1,190トン                           |
| 全長               | 314 ft 5 in (95.83 m)               |
| 全幅               | 31 ft 8 in (9.65 m)                 |
| 吃水               | 9 ft 3 in (2.82 m)                  |
| 機関               | ギアード・タービン                  |
| 最大速             | 35ノット (65 km/h)                  |
| 乗員               | 士官、兵員95名                      |
| 兵装               | 4インチ砲4門 21インチ魚雷発射管12門 |

ラ・ヴァレット (USS La Vallette, DD-315) は、アメリカ海軍の駆逐艦。クレムソン級駆逐艦の一隻。艦名はエリー・A・F・ラ・ヴァレット海軍少将に因む。

## 艦歴
ラ・ヴァレットは1919年4月14日にカリフォルニア州サンフランシスコのベスレヘム造船で起工する。1919年7月15日にナンシー・レーン（レーン内務長官の娘）によって命名、進水し、1920年12月24日に艦長A・D・デニー少佐の指揮下就役した。
サンディエゴを母港に指定されたラ・ヴァレットは、平時の訓練活動に従事した。西海岸での作戦活動は、毎年のハワイおよびパナマ海域で太平洋艦隊の模擬戦訓練がハイライトとなった。1924年および27年にはパナマ運河を通過しカリブ海での艦隊演習に参加、1927年6月4日にはクーリッジ大統領の観閲式に参加した。
1922年初めにラ・ヴァレットは対空戦闘訓練に参加し、航空母艦レキシントン (USS Lexington, CV-2) のための対空警戒任務に従事した。海軍戦略における航空機の重要性は増加していった。
ラ・ヴァレットは1930年4月19日にサンディエゴで退役し、1931年6月10日にロンドン海軍軍縮条約に従って廃棄された。